# Тикенберг, Тийт
Тийт Тикенберг (эст. Tiit Tikenberg; 28 января 1983, Вильянди) — эстонский футболист, нападающий и полузащитник, тренер.

## Биография
Занимался футболом с четырёх лет. В детстве жил в одном доме с Арго Арбейтером, с которого брал пример. В начале взрослой карьеры выступал за клубы, входившие в систему таллинской «Флоры» — «Лелле ФК», «Лелле СК», «Тервис» (Пярну), «Курессааре». За основную команду «Флоры» провёл 11 матчей в высшей лиге Эстонии в 1999—2000 годах, серебряный (2000) и бронзовый (1999) призёр чемпионата страны. За «Лелле СК» также играл в высшей лиге, а за «Курессааре» провёл два сезона в высшей лиге, а в 2002 году стал серебряным призёром первой лиги и третьим бомбардиром турнира (17 голов).
В 2004 году перешёл в таллинский «Калев», с которым поднялся из третьего дивизиона в высший. В каждом из пяти сезонов в составе «Калева» становился лучшим бомбардиром команды. В 2004 году — победитель и второй бомбардир (27 голов) зонального турнира второй лиги. В 2005 году — четвёртый бомбардир первой лиги (15 голов), в 2006 году — бронзовый призёр и пятый бомбардир (16 голов) первой лиги. В 2007 году стал третьим бомбардиром высшего дивизиона (20 голов).
В начале 2009 года ездил на просмотр в американские клубы, в том числе в клуб MLS «Лос-Анджелес Гэлакси». Ранее был на просмотре в клубе третьего дивизиона Австрии «Гмюндер Мильх». В дальнейшем играл в высшей лиге за «Таммеку» (Тарту) и «Пайде» и в первой лиге за «Тулевик» (Вильянди).
Всего в высшей лиге Эстонии сыграл 222 матча и забил 55 голов.
В 2016 году перешёл в клуб «Кейла», где стал играющим главным тренером. При его участии за короткое время клуб поднялся из четвёртого дивизиона во второй, однако затем снова опустился в четвёртый. Имеет тренерскую лицензию «B».
Выступал за сборные Эстонии младших возрастов.

## Достижения
- Серебряный призёр чемпионата Эстонии: 2000
- Бронзовый призёр чемпионата Эстонии: 1999